# Natalia Barbu
Pour les articles homonymes, voir Barbu.
Natalia Barbu, née le 22 août 1979 à Bălți, est une chanteuse et auteure-compositrice moldave. Elle a représenté son pays au Concours Eurovision de la chanson 2007 avec sa chanson Fight, et a terminé dixième avec 109 points.
En février 2024, à la suite de sa victoire à l'Etapa națională 2024 (la sélection nationale moldave pour l'Eurovision 2024), elle est sélectionnée pour représenter son pays une nouvelle fois lors du Concours Eurovision de la chanson 2024 avec la chanson In the Middle.

## Carrière musicale
Tout au long de sa carrière, Natalia a travaillé avec un groupe de musiciens appelé Trigon sur une expérience de jazz-folk alternatif. Elle écrit ses propres textes, compose la musique de la plupart de ses chansons et collabore aux arrangements avec son équipe.
En 2006, elle signé un contrat de trois ans avec le bureau de Cat Music Records (Sony Music) à Bucarest. 
Son principal succès a été la sortie de son single Îngerul meu (en français : Mon ange) en Roumanie où la chanson est restée 11 semaines à la première place du Top 100 du pays et a fait l'objet de nombreux reportages sur MTV Romania.
Le 14 décembre 2006, Barbu est sélectionnée pour représenter la Moldavie au Concours Eurovision de la chanson 2007 avec la chanson Fight. Lors du concours, elle se qualifie pour la finale lors de la demi-finale  qui se déroule le 10 mai 2007 puis lors de la finale le 12 mai 2007, elle se classe 10e, obtenant 109 points.
En 2012, elle commence à collaborer avec le producteur musical Radu Sirbu et l'auteur-compositeur Ana Sirbu (Sianna) sous le label Rassada Music. À la fin de l'été, Natalia présente en avant-première son nouveau titre,  I Said It's Sad , qui, selon elle, représente un changement de style majeur pour elle. La nouvelle chanson atteint la première place du Top 10 Airplay Moldova. Plus tard en 2012, elle sort Iubire Cu Aroma De Cafea  et  Confession  qui sont en compétition lors de la sélection nationale roumaine pour le Concours Eurovision de la chanson 2013.
Le 26 décembre 2023, Natalia sélectionnée pour participer à l'Etapa națională 2024, la sélection nationale moldave pour le Concours Eurovision de la chanson 2024, avec la chanson In the Middle .  Elle arrive première lors de la demi-finale le 13 janvier 2024 et s'est qualifiée pour la finale, qu'elle remporte, devenant ainsi la représentante moldave au concours. Lors de la première demi-finale de l'Eurovision, le 7 mai 2024, elle échoue à se qualifier pour la finale du 11 mai. 

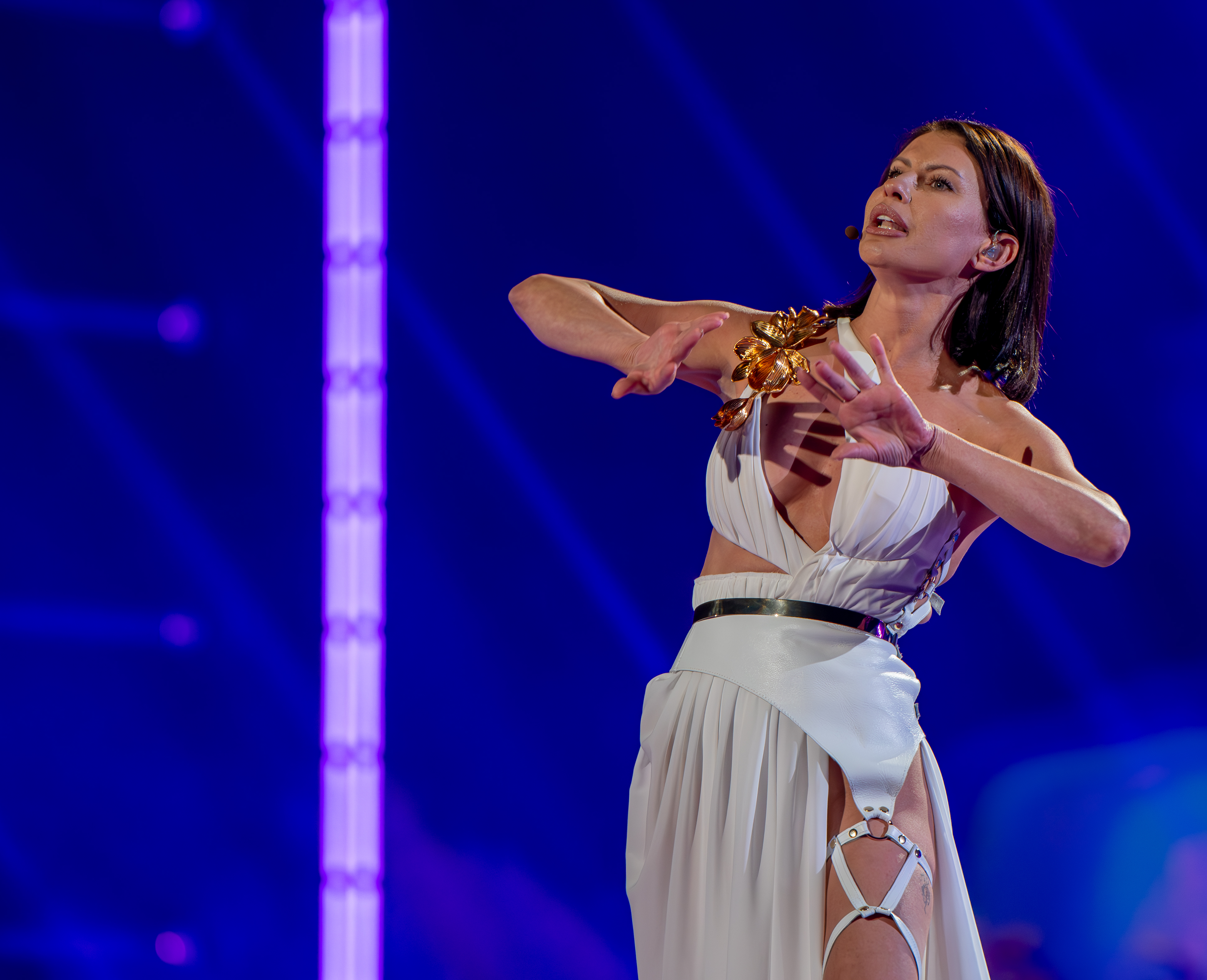
ESC 2024

## Vie privée
En 2011, elle épouse le millionnaire roumain Nicolae Sota et s'installe avec lui en Roumanie. 